# James R. Tamsitt
James Ray Tamsitt (* 22. November 1928 in Big Spring, Texas; † 25. Januar 2013 in Austin, Texas) war ein US-amerikanischer Zoologe und Hochschullehrer. Seine Forschungsschwerpunkte waren die Mammalogie und die Herpetologie.

## Leben
Tamsitt war der Sohn von Guy James und Steva May Tamsitt, geborene Kavanaugh. 1951 erwarb er den Bachelor of Arts an der University of Texas at Austin und 1953 graduierte er dort zum Master of Arts. Von 1957 bis 1958 war er Lecturer in Zoologie an der University of Manitoba in Winnipeg, Kanada. 1958 wurde er unter der Leitung von W. Frank Blair mit der Dissertation Genetic, social and ecological isolating mechanisms in the Peromyscus truei species group of mice an der University of Texas at Austin zum Ph.D. promoviert. Von 1958 bis 1959 war er Dozent für Biologie an der East Texas State University. Von 1959 bis 1963 war er Professor in Zoologie an der Universidad de los Andes in Bogotá, Kolumbien. Von 1963 bis 1964 war er Dozent für Biologie an der University of Bridgeport in Connecticut und 1964 bis 1965 an der University of Connecticut in New Haven. Von 1965 bis 1967 war er während seiner Post-Doc-Phase wissenschaftlicher Mitarbeiter der National Institutes of Health im Fachbereich Medizinische Zoologie an der University of Puerto Rico, Medical Sciences Campus, School of Medicine in San Juan, Puerto Rico.
Von 1967 bis 1973 war er stellvertretender Kurator und von 1973 bis 1985 Kurator an der Säugetierabteilung des Royal Ontario Museum in Toronto, Kanada. Von 1968 bis 1970 war er stellvertretender Herausgeber des Journal of Mammalogy. Von 1969 bis 1985 war er außerordentlicher Professor für Zoologie an der University of Toronto. Von 1970 bis 1972 war er Mitglied im Beschlusskomitee der American Society of Mammalogists. Daneben war er Mitglied bei Sigma Xi, in der Herpetologists’ League und Fellow der American Association for the Advancement of Science. Von 1971 bis 1973 und von 1981 bis 1984 war er Herausgeber der Zeitschrift Royal Ontario Museum Life Sciences Miscellaneous Publication. 1975 und 1982 war er mit der Förderung eines Fulbright-Hays-Stipendiums in Kolumbien tätig. 1975, 1982 und 1985 war er Gastprofessor an der Päpstlichen Universität Xaveriana in Bogotá. 1982 war er Gastprofessor an der Universidad Industrial de Santander in Bucaramanga. 1982, 1984 und 1985 war er Gastprofessor an der Universidad Nacional de Colombia in Bogotá. Von 1986 bis 1988 war er Lecturer für Biologie an der University of Texas at Austin. Ab 1988 war er bis zu seinem Ruhestand im Jahr 1998 Professor für Biologie am Austin Community College District.
Tamsitt befasste sich mit der Ökologie von Froschlurchen und Kleinsäugern sowie mit der Naturgeschichte, der Taxonomie und den Ektoparasiten von neotropischen Säugetieren. 1968 beschrieb er gemeinsam mit Eugene Raymond Hall die puerto-ricanische Unterart Stenoderma rufum darioi des Roten Fruchtvampirs und in Zusammenarbeit mit Randolph L. Peterson die Art Sturnira aratathomasi aus der Gattung der Gelbschulterfledermäuse (Sturnira).

## Dedikationsnamen
Doris Mable Cochran (posthum) und Coleman J. Goin benannten im Jahr 1970 die Froschart Pristimantis tamsitti zu Ehren von James R. Tamsitt.